# Proszpekt

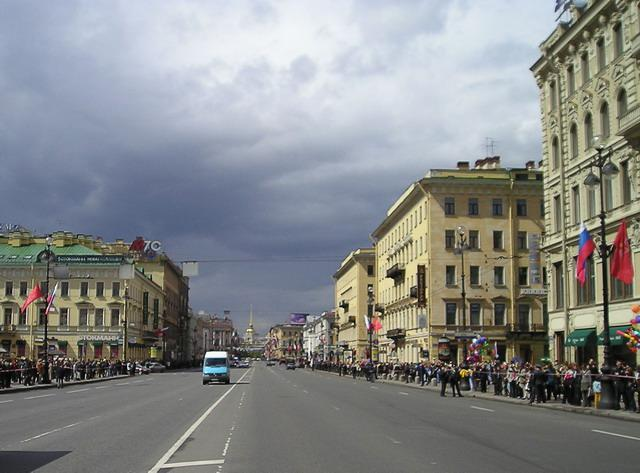
A szentpétervári Nyevszkij Proszpekt, háttérben az Admiralitás tornya

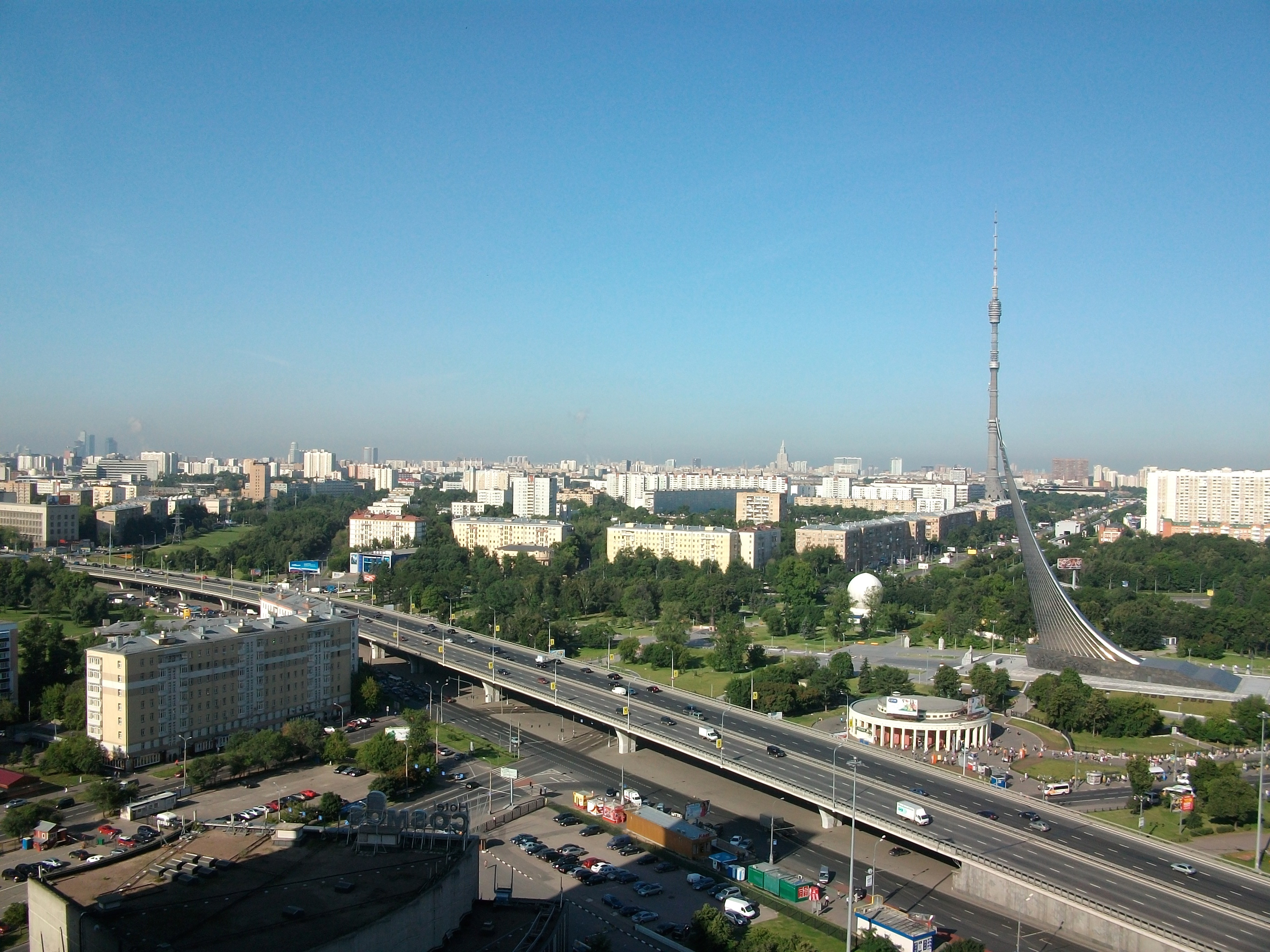
A moszkvai Proszpekt Mira

A proszpekt (oroszul: проспе́кт) a széles, többsávos sugárutak megjelölésére szolgáló kifejezés az orosz nyelvben. Az orosz, illetve volt szovjet nagyvárosokban a városközpontból sugárirányban kifelé haladó utakat nevezik proszpektnek, ami leginkább Moszkva városszerkezetében érvényesül.

## A szó eredete
Az orosz proszpekt szó latin eredetű, a prospectus kifejezés, jelentése kilátás. A 18. században épült széles és egyenes szentpétervári sugárutak egyik végében állva látni az út másik végét, ezen jellemzőjük alapján kezdték el a széles, egyenes utakat proszpektnek (kilátás) nevezni. Ennek tökéletes példája a szentpétervári Nyevszkij Proszpekt (Névai sugárút), ugyanis a Moszkvai pályaudvar (Moszkovszkij Vokzal) előtti Felkelés térről (Ploscsagy Vossztanyija) tiszta időben látni az Admiralitás tornyát.

## Híres proszpektek

### Szentpétervár
- Nyevszkij Proszpekt (Névai sugárút)
- Moszkovszkij Proszpekt (Moszkvai sugárút)

### Moszkva
- Kutuzovszkij Proszpekt (Kutuzov sugárút)
- Lenyingradszkij Proszpekt (Leningrádi sugárút)
- Proszpekt Mira (Béke sugárút)

## Fordítás
- Ez a szócikk részben vagy egészben a Prospekt című angol Wikipédia-szócikk ezen változatának fordításán alapul.  Az eredeti cikk szerkesztőit annak laptörténete sorolja fel. Ez a jelzés csupán a megfogalmazás eredetét és a szerzői jogokat jelzi, nem szolgál a cikkben szereplő információk forrásmegjelöléseként.